# Companhia do Jura-Simplon
A Companhia do Jura-Simplon (JS) era uma companhia de caminho de ferro suíça criada em 1890 pela fusão de diferentes companhias de ferro da Suíça ocidental; Suíça ocedental- Simplon (SOS), Pont-Vallorbe, e Jura-Berna-Luerna. A JS podia contar com uma rede de 937 km que ligava  Genebra-Basileia, e os postos de fronteira do Jura  - Delle, La Chaux-de-Fonds, Les Verrières e Vallorbe - a Lucerna, Meringen e Briga.
Mesmo se só durou treze anos ele teve por efeito de contribuir à conclusão da transversal alpina ocidental para a qual tanto Berna como a Suíça romanda haviam lutado durante vários decénios.
A fusão teve de ser feita porque estas pequenas companhias não podiam sobreviver economicamente. Foi a Companhia do Jura-Simplon, na altura o maior grupo da Suíça, que em 1891 submeteu ao Conselho Federal um projecto para a construção do Túnel do Simplon. A conclusão do acordo com  a Itália teve lugar em 1895 com a Convenção do Simplon que iniciaram a construção do maior túnel da época. A Companhia do Jura-Simplon  viria a ser nacionalizada pelos  Caminhos de Ferro Federais (CFF) em 1903.